# Henry Gründler
Georg Henry Gründler (* 3. Oktober 1959 in Buenos Aires) ist ein deutscher Fernsehmoderator, Comedian und Schauspieler.
Sein Vater war ein in Argentinien lebender deutscher Auswanderer, seine Mutter stammt aus Curitiba, Brasilien. Nachdem Gründler zunächst in Deutschland aufgewachsen war, machte er 1977 sein Abitur in Buenos Aires und arbeitete danach als Reiseleiter in Argentinien, Brasilien und  Fuerteventura.
Von 1987 bis 1993 studierte er Kommunikationswissenschaft in München. Währenddessen und danach war er Moderator bei Radio Charivari und Nachrichtensprecher, Redakteur und Reporter für tv.münchen.
Bundesweit bekannt wurde Gründler zwischen 1999 und 2006 als Anchorman der RTL-Comedy-Show Freitag Nacht News. In der letzten Staffel, die am 8. September 2006 startete, war Gründler nicht mehr als Moderator zu sehen. Sein Nachfolger wurde Ingo Appelt. Quotenverluste führten im Dezember 2006 schließlich zur Absetzung der Show.
Vom 11. März bis 4. April 2008 moderierte Henry Gründler außerdem die Comedy-News-Show CNC online.
Von März bis Mai 2011 war Gründler wieder im Radio zu hören. Er moderierte auf dem Münchner Sender Radio Arabella die sonntagabendliche Sendung Herzflimmern.
Henry Gründler ist geschieden, lebt in München und hat zwei Töchter.